# Tony Hadley (cầu thủ bóng đá)
Anthony Paul Frederick Hadley (sinh ngày 5 tháng 7 năm 1955) là một cựu cầu thủ bóng đá người Anh từng thi đấu ở vị trí trung vệ.

## Sự nghiệp
Sinh ra ở Rochford, Hadley từng thi đấu cho kình địch tại Essex Football League Southend United và Colchester United giữa nhiều đội Essex non-league trong sự nghiệp kéo dài 11 năm.

## Danh hiệu

### Câu lạc bộ
Southend United
- Á quân Football League Fourth Division: 1977–78